# Wahat
Wahat (al-Wahat) són els oasis occidentals d'Egipte (de nord-oest a sud-est): Qattara, Siwa, Bahariyya, Farafra, Dakhla i Khardja. El nom deriva de la llengua copta ouah que vol dir "terres cultivades al desert".